# Monastero di Sakya
Il monastero di Sakya, chiamato anche dPal Sa skya o Pel Sakya («Terra Bianca» o «Terra Pallida»), è un monastero buddista situato 25 km a sud-est di un ponte a 127 km ad ovest di Shigatse sulla strada di Tingri, nella Regione Autonoma del Tibet.

## Storia
Il monastero di Sakya, sede della scuola Sakyapa del buddismo tibetano, fu fondato nel 1073 da Khön Könchog Gyalpo (1034-1102), primo Sakya Trizin e membro della nobile e potente famiglia Khön della provincia di Tsang, buddisti di antica data (Nyingmapa).

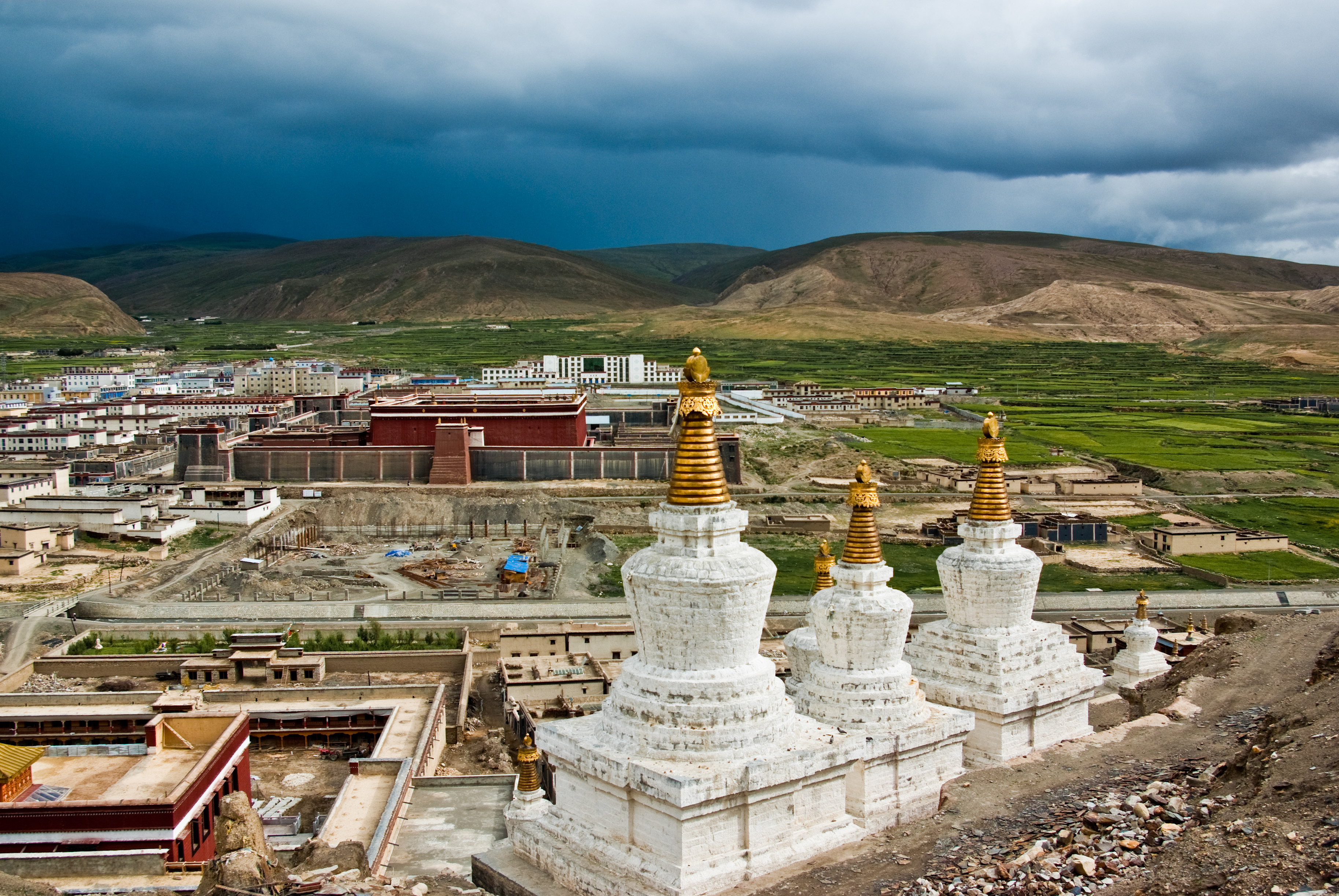
Veduta del monastero di Sakya

Sakya trae il suo nome, «terra pallida», dall'aspetto delle colline di Ponpori vicino a Shigatse nel Tibet centrale (Tsang) dove fu costruito il monastero di Sakya, culla della tradizione di questa scuola buddista. I suoi abati governarono il Tibet durante il XIII secolo se non addirittura fino alla metà del XIV secolo, dopo la caduta della dinastia Yarlung dei re del Tibet finché non furono eclissati prima dai Phagmodrupa e poi dall'ascesa della scuola dei Gelugpa.
La sua architettura medievale mongola è affatto differente da quella dei templi di Lhasa e degli Yarlung. Il solo edificio antico ancora in piedi è il Lhakang Chempo o Sibgon Trulpa. In origine una caverna sul versante della montagna, fu costruito nel 1268 da Ponchen Sakya Sangpo e restaurato nel XVI secolo. Contiene capolavori dell'arte tibetana tra i più magnifici del Tibet. Il monastero copre 18.000 metri quadrati, la grande sala principale 6.000 metri quadrati.
La maggior parte degli edifici del monastero sono in rovina perché subirono distruzioni al tempo della rivoluzione culturale del Tibet.

Nel 2003, un'immensa biblioteca contenente 84.000 rotoli fu trovata nascosta in un muro lungo 60 metri e alto 10 metri. Si suppone che la maggior parte di essi siano scritti buddisti, ma vi si trovano forse anche opere di letteratura, di storia, di filosofia, di astronomia, di matematica o di arte. Si pensa che siano rimasti intatti per centinaia di anni. Sono in corso di esame da parte dell'Accademia tibetana delle Scienze Sociali.

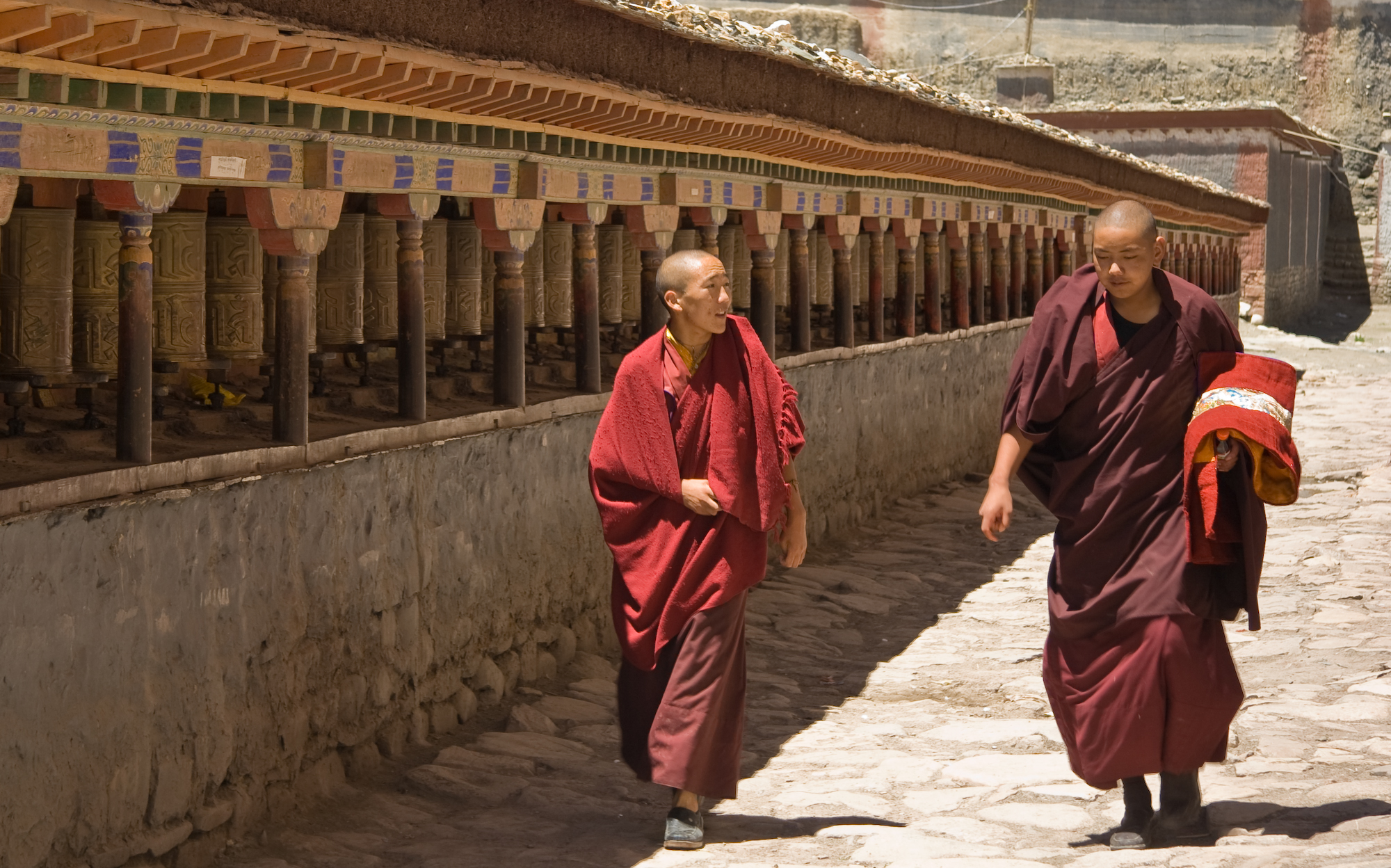
Monaci nel monastero di Sakya

«Quanto alla grande biblioteca di Sakya, essa è disposta su scaffali lungo i muri della grande sala del Lhakhang chen-po. Vi sono conservati numerosi volumi scritti in lettere dorate; le pagine sono lunghe sei piedi per diciotto pollici di larghezza. Nel margine di ogni pagina si trovano delle miniature, e i primi quattro volumi sono illustrati con immagini dei mille Buddha. Questi libri rilegati in ferro furono realizzati su richiesta di Kubilai Khan, e presentati al Phagpa Lama in occasione della sua seconda visita a Pechino.».
«In questo tempio è conservata anche una conchiglia tortile con le spirali rivolte da sinistra a destra (in tibetano: Ya chyü dungkar; in cinese: Yu hsuan pai-lei), presentata da Kubilai Khan a Phagpa. È suonata dai monaci solo quando la richiesta è accompagnata da un dono di sette once d'argento; ma suonarla, o farla suonare, è considerato un atto di grande merito.».

## Monastero di Sakya in India
L'attuale Sakya Trizin, detentore del Trono dei Sakya e sua 41ª incarnazione, si esiliò dal Tibet nel 1959 e risiede oggigiorno a Dehra Dun in India. Come tutti i capi di lignaggio Sakya, è sposato. Ha due figli e il più giovane, Dungsey Gyana Vajra (nato il 5 luglio 1979 a Dehra Dun), è monaco e dirige il monastero di Sakya costruito in India.